# Тайны Смолвиля (сезон 1)
«Тайны Смолвиля» (англ. Smallville) — американский научно-фантастический супергеройский телесериал, исполнительными продюсерами и авторами сценария которого являются Альфред Гоф и Майлз Миллар. Сериал повествует о молодых годах жизни Супермена — Кларка Кента, создателями которого являются Джерри Сигел и Джо Шустер. Действие происходит в вымышленном американском городке Смолвиль штата Канзас.
Первый сезон сериала был показан на телевизионном канале «СТС».

## Сюжет
После метеоритного дождя, обрушившегося на Смолвиль, бездетная пара (Джонатан и Марта Кент) находят в поле маленького мальчика и космический корабль. Они усыновляют ребёнка и дают ему имя Кларк. Довольно скоро мальчик начал проявлять необыкновенные способности: он оказался невероятно силён, быстр и неуязвим. Приёмные родители решили сохранить это в тайне.

## В ролях

### Основной состав
- Том Уэллинг — Кларк Кент (21 эпизод)
- Майкл Розенбаум — Лекс Лютор (21 эпизод)
- Кристин Кройк — Лана Лэнг (21 эпизод)
- Аннетт О’Тул — Марта Кент (21 эпизод)
- Джон Шнайдер — Джонатан Кент (21 эпизод)
- Эллисон Мэк — Хлоя Салливан (21 эпизод)
- Сэм Джонс III — Пит Росс (20 эпизодов)
- Эрик Джонсон — Уитни Фордман (19 эпизодов)

### Второстепенный состав
- Джон Гловер — Лайонел Лютор
- Сара-Джейн Редмонд — Нелл Поттер
- Хиро Канагава — Директор Джеймс Кван
- Эдриан Макморран — Джереми Крик
- Чед Донелла — Грег Аркин/человек жук
- Эрик Кристиан Олсен — Гарри Волк
- Эми Адамс — Джоди Мэлвиль/обжора
- Тони Тодд — Эрл Дженкинс
- Келли Брук — Виктория Хардвик
- Шон Эшмор — Эрик Саммерс
- Райан Келли — Райан Джеймс
- Адам Броди — Джастин Гейнс

## Список эпизодов
| № общий | № в сезоне | Название                      | Режиссёр                          | Автор сценария                                                 | Дата премьеры   | Произв. код | Зрители в США (млн) |
| --- | ---------- | ----------------------------- | --------------------------------- | -------------------------------------------------------------- | --------------- | ----------- | ------------------- |
| 1 | 1          | «Пилот» «Pilot»               | Дэвид Наттер                      | Альфред Гоф и Майлз Миллар                                     | 16 октября 2001 | 475165      | 8.4                 |
| В первом эпизоде рассказывается о метеоритном дожде, который обрушился на Смолвиль и изменил жизнь канзасского городка навсегда. Кларк Кент знакомится с Лексом Лютором и сталкивается с первым, из многих, человеком, изменившемся под влиянием странных метеоритных камней, которые сопровождали Кларка в его путешествии на Землю.                                                                                               |            |                               |                                   |                                                                |                 |             |                     |
| 2 | 2          | «Метаморфозы» «Metamorphosis» | Майкл В. Уоткинс и Филип Сгриккиа | Альфред Гоф и Майлз Миллар                                     | 23 октября 2001 | 227601      | 7.3                 |
| Кларк имеет дело с Грегом, коллекционером всевозможных пауков и насекомых и поклонником Ланы, у которого появились невероятные способности своих питомцев и он использует их против каждого, кто стоит у него на пути. |            |                               |                                   |                                                                |                 |             |                     |
| 3 | 3          | «Горячая голова» «Hothead»    | Грен Биман                        | Грег Уолкер                                                    | 30 октября 2001 | 227603      | 6.0                 |
| Грубый и вспыльчивый футбольный тренер получает способность контролировать огонь. |            |                               |                                   |                                                                |                 |             |                     |
| 4 | 4          | «Рентген» «X-Ray»             | Джеймс Фроули                     | Марк Верхайден                                                 | 6 ноября 2001   | 227604      | 6.6                 |
| У Кларка начинаются «проблемы» со зрением — он начинает видеть как рентген. Между тем, в городе появляется таинственный грабитель, использующий способность менять свою внешность и ставящий других людей под подозрение. |            |                               |                                   |                                                                |                 |             |                     |
| 5 | 5          | «Холодный» «Cool»             | Джеймс А. Контнер                 | Майкл Грин                                                     | 13 ноября 2001  | 227605      | 5.9                 |
| У парня по имени Шон появляются способности поглощать тепло у всех вокруг, он начинает охотиться за людьми, чтобы получить тепло, необходимое ему для выживания. |            |                               |                                   |                                                                |                 |             |                     |
| 6 | 6          | «Песочные часы» «Hourglass»   | Крис Лонг                         | Дорис Иган                                                     | 20 ноября 2001  | 227606      | 6.4                 |
| Старик использует зелёный криптонит, чтобы обратить процесс старения. Он хочет отомстить детям присяжных, которые осудили его десятилетия назад. Тем временем, другая женщина в этом же доме престарелых имеет прорицательские способности. Она видит будущее Кларка и Лекса. |            |                               |                                   |                                                                |                 |             |                     |
| 7 | 7          | «Тяга» «Craving»              | Филип Сгриккиа                    | Майкл Грин                                                     | 27 ноября 2001  | 227607      | 7.4                 |
| Одержимая лишним весом, девушка-подросток садится на диету из заражённых криптонитом овощей. Всего за две недели она худеет с 76 до 48 кг, но она должна питаться жиром других, чтобы поддерживать свой внешний вид. |            |                               |                                   |                                                                |                 |             |                     |
| 8 | 8          | «Тряска» «Jitters»            | Майкл Уоткинс                     | Чери Бэннетт и Джефф Готтсфэлд                                 | 11 января 2002  | 227602      | 5.8                 |
| Эксперимент на одном из перерабатывающих заводах Лютора делает старого друга Кентов буквально трясущимся и дрожащим. Он собирается мстить Лютору, который держит секрет его трансформации на «третьем уровне» местного завода. |            |                               |                                   |                                                                |                 |             |                     |
| 9 | 9          | «Жулик» «Rogue»               | Дэвид Карсон                      | Марк Верхайден                                                 | 15 января 2002  | 227608      | 5.8                 |
| В этом эпизоде Кларк приезжает в Метрополис и, не удивительно, совершает доброе дело — детектив Фелан становится свидетелем способностей Кларка и начинает шантажировать его. Кларк должен помочь детективу защититься от «Внутреннего расследования». |            |                               |                                   |                                                                |                 |             |                     |
| 10 | 10         | «Мерцающий» «Shimmer»         | Ди Джей Карузо                    | Марк Верхайден и Майкл Грин                                    | 29 января 2002  | 227609      | 7.0                 |
| Невидимка преследует Лекса — это кто-то из домашнего окружения, а может и нет. |            |                               |                                   |                                                                |                 |             |                     |
| 11 | 11         | «Объятие» «Hug»               | Крис Лонг                         | Дорис Иган                                                     | 5 февраля 2002  | 227610      | 6.4                 |
| Боб Рикман имеет способность через прикосновение заставлять людей делать всё, что ему необходимо. |            |                               |                                   |                                                                |                 |             |                     |
| 12 | 12         | «Пиявка» «Leech»              | Грег Биман                        | Тимоти Шлаттмэнн                                               | 19 февраля 2002 | 227611      | 6.1                 |
| Во время школьной экскурсии в Кларка и его одноклассника Эрика попадает молния. В это время в сумке Эрика лежит кусок криптонита, и способности Кларка переходят к нему. |            |                               |                                   |                                                                |                 |             |                     |
| 13 | 13         | «Кинетический» «Kinetic»      | Роберт Сингер                     | Филип Левенс                                                   | 26 февраля 2002 | 227612      | 6.2                 |
| Уитни попадает в компанию бывших футболистов, который делают себе криптонитовые татуировки, позволяющие проходить сквозь стены. Между тем, Хлоя серьёзно ранена, а у Лекса есть свой собственный план. |            |                               |                                   |                                                                |                 |             |                     |
| 14 | 14         | «Ноль» «Zero»                 | Майкл Кэтлман                     | Телесценарий: Марк Верхайден Сюжет: Альфред Гоф и Майлз Миллар | 12 марта 2002   | 227613      | 6.9                 |
| Человек из прошлого Лекса напоминает ему о таинственной смерти в клубе «Zero», утверждая, что в этом вина Лекса. Между тем, Хлоя копается в прошлом Кларка, выясняя о его усыновлении. |            |                               |                                   |                                                                |                 |             |                     |
| 15 | 15         | «Никодемус» «Nicodemus»       | Джеймс Маршалл                    | Телесценарий: Майкл Грин Сюжет: Грег Уолкер                    | 19 марта 2002   | 227614      | 6.7                 |
| Цветок, который появляется с «третьего уровня» перерабатывающего завода, приводит к странному поведению нескольких человек, в том числе Джонатана, Ланы и Пита. |            |                               |                                   |                                                                |                 |             |                     |
| 16 | 16         | «Беспризорник» «Stray»        | Пол Шапиро                        | Филип Левенс                                                   | 16 апреля 2002  | 227615      | 6.0                 |
| Молодой беглец Райен умеет читать чужие мысли и спасается от своих жестоких приёмных родителей. Кенты оставляют его на ферме и скоро Кларк обнаруживает его способности, но не говорит ему об этом. Однако приёмные родители Райена имеют собственные планы на способности мальчика, они хотят направить их против Лекса. |            |                               |                                   |                                                                |                 |             |                     |
| 17 | 17         | «Жнец» «Reaper»               | Тэрренс О’Хара                    | Кэмерон Литвак                                                 | 23 апреля 2002  | 227616      | 5.5                 |
| Тайлер получает способность разрушать органические соединения одним прикосновением. Он решает помогать умирающим избавиться от страданий и отцу Уитни тоже. Тем временем Лайнел не доволен возвышением Лекса в Смолвиле. |            |                               |                                   |                                                                |                 |             |                     |
| 18 | 18         | «Трутень» «Drone»             | Майкл Кэтлман                     | Майкл Грин и Филип Левенс                                      | 30 апреля 2002  | 227617      | 5.7                 |
| Кларк участвует в школьных выборах. Его противник из-за воздействия криптонита может контролировать пчёл. Тем временем, журналистка из Метрополиса приезжает, чтобы написать статью о Лексе. |            |                               |                                   |                                                                |                 |             |                     |
| 19 | 19         | «Крушение» «Crush»            | Джеймс Маршалл                    | Филип Левенс, Альфред Гоф и Майлз Миллар                       | 7 мая 2002      | 227618      | 6.4                 |
| После повреждений во время аварии, студент теряет способность двигать руками, но приобретает способность телекинеза. |            |                               |                                   |                                                                |                 |             |                     |
| 20 | 20         | «Неясность» «Obscura»         | Тэрренс О’Хара                    | Телесценарий: Марк Верхайден и Майкл Грин Сюжет: Грег Уолкер   | 14 мая 2002     | 227619      | 6.1                 |
| После взрыва Лана начинает видеть глазами убийцы и его следующая жертва — Хлоя. В это время, Лекс и журналист Роджер Никсон в результате опроса очевидца метеоритного дождя понимают, что в Смолвиль вместе с метеоритами упало что-то ещё. |            |                               |                                   |                                                                |                 |             |                     |
| 21 | 21         | «Буря» «Tempest»              | Грег Биман                        | Телесценарий: Альфред Гоф и Майлз Миллар Сюжет: Филип Левенс   | 21 мая 2002     | 227620      | 6.0                 |
| Лекс разбит тем, что его отец закрывает перерабатывающий завод в Смолвиле, чтобы заставить его вернуться в Метрополис, обвиняя руководство завода в несостоятельности. Между тем, Кларк готовится к свиданию с Хлоей на весеннем школьном балу; журналист Роджер Никсон пронюхивает об инопланетном происхождении Кларка и устраивает взрыв его автомобиля, чтобы проверить свои догадки; Уитни идёт добровольцем в морскую пехоту. |            |                               |                                   |                                                                |                 |             |                     |